# Teser om Feuerbach
Teser om Feuerbach er skrevet af Karl Marx i 1845, men først udgivet (af Engels) i 1888 efter Marx død.

## Referat
Den materialistiske religionskritik begyndte med Feuerbach.
Dens essens var, at religion er et samfundsprodukt. Det er altså noget mennesket og kun mennesket gør, siger og tænker. Så langt var Marx med, men han byggede videre på denne kritik. Godt nok anerkender Marx Feuerbachs religionskritik, men problemet for Marx er, at menneskenes behov for religion kommer af samfundsbetingelserne, og det er derfor selve samfundet, man må gå ind at kritisere. Så langt strækker Feuerbachs kritik sig ikke, og derfor er den ikke fuldendt.
Teksten kulminerer i den 11. tese: "Filosofferne har kun fortolket verden forskelligt, men hvad det kommer an på, er at forandre den."

## Ekstern henvisning
- Wikisource, Teser om Feuerbach (dansk)
- marxists.org, Teser om Feuerbach (dansk)